# 17-я армия (СССР)
17-я армия — оперативное войсковое объединение (общевойсковая армия) в составе Вооружённых Сил СССР с 1940 по 1946 гг. Дислоцировалась в Монголии (штаб армии — г. Улан-Батор).

## История
17-я армия была сформирована 21 июня 1940 приказом Народного комиссара обороны СССР в Забайкальском военном округе на базе 1-й армейской группы. 15 сентября 1941 года вошла в состав войск Забайкальского фронта. 
В период советско-японской войны войска 17-й армии успешно действовали в  Хингано-Мукденской фронтовой наступательной операции. В ночь на 9 августа 1945 без артиллерийской и авиационной подготовки 17-я армия начала боевые действия и перешла в наступление. К исходу дня главные силы армии продвинулись на глубину до 50 км, а передовые части, пройдя за сутки около 70 км, вышли в район озера Табун-Нур. На третий день Хингано-Мукденской операции во взаимодействии с советско-монгольскими конно-механизированными группами, войска 17-й армии подошли к юго-западным отрогам горного хребта Большой Хинган. В дальнейшие дни операции войска армии успешно преодолели его, а также отразили контратаки противника в районе Линьси. К концу дня 14 августа 1945 17-я армия овладела рубежом Дабаньшань, Цзинпэн. 16 августа был освобождён город Уданьчэн. В конце августа 1945 во взаимодействии с конно-механизированной группой фронта главные силы 17-й армии вышли в район Линьюань, а одна из дивизий армии — на побережье Ляодунского залива недалеко от города Шаньхайгуань. Там же 31 августа 1945 года 17-я армия завершила боевые действия.
После окончания советско-японской войны армия в сентябре 1945 года вошла в состав войск Забайкальско-Амурского военного округа. При этом армия продолжала дислоцироваться на территории Монголии (управление — г. Чойбалсан). В июле-августе 1946 года была расформирована.

## Командование[2][3]

### Командующие
- Романенко, Прокофий Логвинович (14.01.1941 - 15.05.1942),
- Гастилович, Антон Иосифович (15.05.1942 - 18.11.1943),
- Данилов, Алексей Ильич (18.11.1943 - 01.1946).

### Члены Военного совета
- Новиков Степан Митрофанович (27.08.1940 - 27.11.1943),
- Емельянов, Василий Нестерович (28.11.1943 - 6.08.1946),
- Рассадин Александр Николаевич (9.07 - 3.09.1945).

### Начальники штаба
- Гастилович, Антон Иосифович (06.1940 - 15.05.1942),
- Протас, Семён Михайлович (15.05 - 9.11.1942),
- Спиров, Алексей Яковлевич (9.11.1942 - 15.08.1946).

### Командующие БТ и МВ
- Кукушкин, Дмитрий Владимирович, (00.01.1944 - 00.02.1944) полковник, с 18.02.1944 генерал-майор т/в (02.1944 умер)
- Сазыкин, Леонид Фёдорович, (Январь-февраль 1945) полковник
- Троицкий, Иван Иванович (11.04.1944 - 22.01.1945), (24.02.1945 - 31.12.1945) генерал-майор т/в

## Состав
- 29-й механизированный корпус (март – 7 мая 1941).[4]

### На 22 июня 1941
- 36-я мотострелковая дивизия
- 57-я мотострелковая дивизия
- 57-я танковая дивизия
- 61-я танковая дивизия
- 82-я моторизованная дивизия
- 9-я мотоброневая бригада
- 185-й пушечный артиллерийский полк
- 2-й бригадный район ПВО (Забайкальская зона ПВО)
- 17-й понтонно-мостовой батальон

### На 9 августа 1945
- 209-я стрелковая дивизия
- 278-я стрелковая дивизия
- 284-я стрелковая дивизия
- 185-й пушечный артиллерийский полк
- 413-й гаубичный артиллерийский полк
- 809-й отд. разведывательный артиллерийский дивизион
- 56-я истребительно-противотанковая артиллерийская бригада
- 1910-й истребительно-противотанковый артиллерийский полк
- 178-й миномётный полк
- 39-й гв. миномётный полк
- 1916-й зенитный артиллерийский полк
- 66-й отд. зенитный артиллерийский дивизион
- 382-й отд. зенитный артиллерийский дивизион
- 70-й отд. танковый батальон
- 82-й отд. танковый батальон
- 67-й моторизованная инженерная бригада

## Награды
- 17-я армия была награждена орденом Боевого Красного Знамени Монгольской Народной Республики[5]